# Eyre Crowe
Sir Eyre Alexander Barby Wichart Crowe GCB GCMG (Leipzig, 30 de julio de 1864 - Swanage, 28 de abril de 1925) fue un diplomático británico que trabajó para el Ministerio de Relaciones Exteriores y de la Mancomunidad de Naciones, siendo ministro de Exteriores Edward Grey y primer ministro Herbert Henry Asquith. 
Destacó por su papel como experto en el desarrollo político de Alemania, lo que llevó en 1907 a dirigir vigorosas advertencias al gobierno británico de que las intenciones expansionistas germánicas, dirigidas bajo el reinado de Guillermo II, eran hostiles hacia la política de Gran Bretaña, por lo que era necesario encontrar una alianza más cercana (Entente) con Francia. Tras la Primera Guerra Mundial trabajó en estrecha colaboración con el presidente francés Georges Clemenceau en el Consejo Supremo en la Conferencia de Paz de París en 1919. Se convirtió en subsecretario permanente del Ministerio de Asuntos Exteriores británico en 1920.

## Primeros años
Eyre Crowe nació en Leipzig y se educó en las ciudades de Düsseldorf y Berlín, así como en Francia. Su padre, Joseph Archer Crowe (1825 - 1896), fue cónsul general británico y terminó su carrera como agregado comercial para toda Europa (1882 - 1896), además de ser un importante historiador del arte. Su madre era Asta von Barby (1841 - 1908). Por parte paterna, su abuelo fue Eyre Evans Crowe era periodista, escritor e historiador, y su tío, Eyre Crowe, era pintor.
Crowe visitó Inglaterra por primera vez en 1882 cuando tenía diecisiete años para preparar sus estudios de ingreso en el Foreign Office y en ese momento no dominaba el inglés. Incluso más adelante en la vida se informó que cuando estaba enojado hablaba inglés con acento alemán. Se casó con su prima alemana viuda Clema Gerhardt en 1903. El tío de su esposa era Henning von Holtzendorff, que se convertiría en el Jefe del Estado Mayor naval alemán durante la Primera Guerra Mundial. Debido a ser medio alemán, Crowe a menudo fue atacado en la prensa y por Christabel Pankhurst y William Le Queux durante la Primera Guerra Mundial.

## Trabajo en el Foreign Office
Crowe ingresó en el Foreign Office en 1885 y se mantuvo en él como empleado residente hasta 1895. Se desempeñó como asistente de Clement Hill en el Departamento de Protectorados de África, pero cuando la responsabilidad de los protectorados se entregó a la Oficina Colonial, se le pidió que reformara su sistema de registro. Su éxito lo condujo a su nombramiento como empleado principal en el Departamento Occidental en 1906. En enero de 1907 redactó un Memorando por iniciativa propia en el que hablaba sobre el estado actual de las relaciones británicas con Francia y Alemania para el Ministerio de Exteriores. En su memorando, Crowe dejaba patente su creencia de que Alemania y Guillermo II deseaban tener la hegemonía en Europa, lo que significaba una amenaza al equilibrio y status quo europeo similar a los que tuvo lugar en siglos anteriores, como en las Guerras napoleónicas.

Dar paso a las amenazas del chantajista lo enriquece, pero durante mucho tiempo se ha comprobado mediante una experiencia uniforme que, aunque esto pueda garantizarle a la víctima una paz temporal, es seguro que conducirá a un nuevo abuso y mayores demandas después de periodos cada vez más cortos de tolerancia amistosa.

Crowe argumentó además que Gran Bretaña nunca debería ceder a las demandas de Alemania ya que:

El oficio del chantajista generalmente se arruina con la primera posición resuelta contra sus exacciones y la determinación de enfrentar todos los riesgos de una situación posiblemente desagradable que continuar en el camino de infinitas concesiones.

Edward Gray, el ministro de Relaciones Exteriores del Reino Unido en aquel momento, dijo que encontró el memorándum de Crowe "muy valioso". Gray difundió el memorando de su subalterno por las altas cúpulas del gobierno británico, desde el primer ministro Henry Campbell-Bannerman y su sucesor en el cargo H. H. Asquith, a políticos de referencia en la política nacional como George Robinson y John Morley; no obstante, no hay evidencia de que ninguno de ellos se viera influenciado por el argumento. El historiador Richard Hamilton afirmó que, aunque [Crowe] fuera un "liberal de larga vida, llegó a despreciar los gabinetes liberales durante 1906 a 1914, incluido a [Edward] Gray, por lo que percibió como su actitud irresoluta hacia Alemania".
Sin embargo, los detractores de Crowe, por ejemplo el historiador John Charmley, argumentan que estaba siendo excesivamente pesimista sobre Alemania al hacer advertencias como estas alentaban la guerra.
Crowe consideraba la Crisis de Agadir de 1911 como "una prueba de fortaleza [...] La concesión no significa una pérdida de intereses o de prestigio. Significa la derrota, con todas sus consecuencias inevitables". Instó a Gray a enviar un cañonero a Agadir. Durante la crisis de julio de 1914, Crowe escribió a Gray otro memorándum en el que exponía que Reino Unido, en términos estrictos, no tenía un vínculo u obligación con Francia en caso de ser atacada. Pero la importancia de la Entente ya se había formulado y estaba fortalecida y puesto a prueba en caso de estallar un conflicto. 

El argumento de que no existe un compromiso por escrito que nos vincula con Francia es estrictamente correcto. No hay una obligación contractual. Pero la Entente se ha creado, se ha reforzado, se ha puesto a prueba, y se ha alabado de una manera que justifica la convicción de que se estaba forjando un vínculo moral. Toda la política de la Entente carecería de sentido si no significara que en una disputa justa Inglaterra estará al lado de sus amigos. Se ha suscitado esa honorable expectativa. No podemos renegar de ella sin exponernos a que nuestro buen nombre sea objeto de graves críticas.

Durante la Primera Guerra Mundial, Crowe sirvió en el Departamento de Contrabando y al comienzo de la Conferencia de Paz de París de 1919 fue Subsecretario de Estado Adjunto para Asuntos Exteriores; hacia junio de 1919 era el jefe de la sección política de la Delegación británica en la capital francesa. 
Mientras Crowe había sido un oponente implacable del apaciguamiento hacia Alemania, también dudaba de los motivos y la sinceridad del gobierno francés en la Conferencia de Paz de París, ya que los franceses estaban más interesados en la venganza que en una paz duradera. También consideraba los Mandatos de la Liga de las Naciones sobre Danzig, con la propiedad polaca de una ciudad poblada de alemán, como un "castillo de naipes que no resistiría". Crowe era escéptico de la utilidad de la Liga de las Nacionesy en un memorándum del 12 de octubre de 1916, dijo que una liga solemne sería como otros tratados y preguntó: "¿Qué hay para asegurar que no se rompa, como otros tratados?" Crowe también se mostró escéptico sobre si se cumpliría la promesa de una acción común contra los que rompen la paz. Crowe pensó que el equilibrio de poder y las consideraciones de interés nacional determinarían cómo los estados individuales decidían sus acciones futuras. Crowe argumentó que los boicots y los bloqueos, como lo defendía la Liga de las Naciones, no serían de ninguna utilidad: "Todo es una cuestión de real preponderancia militar" en cuanto a número, cohesión, eficiencia y ubicación geográfica de cada estado. El desarme universal, argumentó Crowe, sería una imposibilidad práctica.
Crowe era subsecretario permanente en el Ministerio de Asuntos Exteriores desde 1920 hasta su muerte en 1925.